# Retablo del Condestable
El retablo del Condestable, también conocido como retablo de la Epifanía, es una obra artística de estilo gótico realizada con temple por el artista Jaume Huguet en 1464 para la capilla de Santa Ágata de Barcelona. Está dedicado a la Epifanía (o Adoración de los Reyes Magos) en una tabla que ocupa la posición central. En total consta de ocho tablas con una predela y dos puertas, a ambos lados del altar.
Fue un encargo de Pedro de Portugal y su realización tuvo lugar en la fase de madurez de Jaume Huguet, una vez que este se aproximó al realismo de la pintura flamenca. El retablo se conserva en el mismo lugar para el cual se concibió y no ha sufrido agresiones en ninguna de las revueltas anticlericales hasta la fecha, si bien las poco adecuadas condiciones en que se encontró durante muchos años hicieron que peligrase hasta que se restauró y protegió a comienzos del siglo XX.

## Datos del contexto

### Autor
Aunque en el siglo XIX algunos historiadores apuntaban a los Vergós como posibles autores, existe documentación de los pagos a Jaume Huguet durante 1465. Jaume Huguet fue un pintor con un estilo que evolucionó del gótico internacional hacia las innovaciones incorporadas desde la pintura flamenca. Su formación tuvo lugar entre Valencia, Tarragona y Barcelona, si bien no se descarta que pudiese haber visitado Cerdeña o Nápoles, parte en aquel entonces de la Corona de Aragón. Desarrolló su máxima actividad en Barcelona a partir de 1448, donde creó un taller que prácticamente monopolizó la realización retablos en la región durante las segunda mitad del siglo XV, una vez muertos Bernardo Martorell y Lluís Dalmau. Su taller incorporó a sus discípulos y también a miembros de la familia Vergós, con quienes mantuvo una estrecha relación personal. Una parte importante de su obra se ha perdido en las diversas revueltas que han destruido las iglesias que los contenían; y la mayoría de las obras conservadas son paneles de retablos desmontados.

### Tema
La Epifanía es la fiesta de conmemoración cristiana de la Adoración de los Reyes Magos a Jesús. El evangelio según san Mateo es el único libro de la Biblia que menciona este suceso, si bien no especifica cuántos reyes eran, ya que solo dice que eran magos (sacerdotes zoroastras, o sabios en algunas traducciones) que venían de oriente. Con los siglos, estos magos se han transformado por la tradición en astrólogos y más tarde en reyes.

Nacido, pues, Jesús en Belén de Judea en los días del rey Herodes, llegaron del oriente a Jerusalén unos magos, diciendo: ¿Dónde está el rey de los judíos que acaba de nacer? Porque hemos visto su estrella en el oriente y venimos a adorarle.
Mateo 2:1-2

y, llegando a la casa, vieron al niño con María, su madre, y de hinojos le adoraron, y, abriendo sus cofres, le ofrecieron como dones oro, incienso y mirra.
Mateo 2:11

Según la descripción bíblica los reyes fueron guiados por una estrella hasta el pesebre donde había nacido el niño Jesús. Este hecho se ha convertido en un símbolo muy representativo del acontecimiento. La iconografía clásica sitúa el nacimiento de Jesús en un pesebre donde, posteriormente, tuvo lugar la adoración de los pastores. y la epifanía.

### Estilo
El momento en el cual se realizó este retablo coincide con la fase de plenitud del autor, que muestra una serena y expresiva naturalidad. Todavía conserva los últimos aires del gótico internacional en un momento avanzado del flamenquismo más penetrante. El retablo del Condestable permite a Huguet perfilar su círculo más directo de seguidores dentro de su taller y situarse como una figura esencial de la pintura catalana del siglo XV. El artista incorpora algunas novedades aunque, como hombre conservador y enamorado de las tradiciones, trazando una visión propia. Así, conocedor de las nuevas tendencias de la pintura flamenca, como lo prueban la suavidad de los rostros o la utilización del paisaje, las adapta a las tradiciones manteniendo el viejo predominio de los espacios dorados en los montantes que enmarcan la escena. Cuanta mayor madurez se aprecia en su viejo estilo, más se reflejan en sus figuras los tipos habituales de sus contemporáneos y vecinos, observados en la vida cotidiana de Barcelona y alrededores.

## Historia
El retablo lo encargó Pedro el Condestable en una fecha indeterminada entre el 14 de enero de 1454 (cuando llegó a Barcelona para tomar posesión como conde de Barcelona) y el 12 de mayo de 1464 (fecha de un documento del rey donde se menciona el retablo en construcción). Se decidió ubicarlo en la capilla de Santa Ágata, sustituyendo el retablo del altar mayor obra de Ferrer Bassa elaborado en 1344 y dedicado a la Virgen y Jesús, desaparecido hoy en día. A pesar de no disponer de un contrato con Jaume Huguet, sí que existen los pagos hechos al pintor el 13 de noviembre de 1465. El retablo se instaló totalmente en la capilla el 22 de diciembre de 1465. La obra se conservó íntegra en la capilla de Santa Ágata hasta que se abandonó el culto en 1835. Con la revolución de aquel año, todos los objetos religiosos se retiraron de la capilla y se convirtió en almacén. Se retiró el retablo y lo guardó el archivero de la Corona de Aragón, Próspero de Bofarull y Mascaró. en 1854 la Comisión de Monumentos restauró, bajo la dirección del arquitecto Elías Rogent, la capilla que había sido taller de los escultores hermanos Agapito y Venancio Vallmitjana. El 15 de marzo de 1860 se inauguró el Museo Provincial de Antigüedades en la capilla. El 24 de agosto de 1868, una vez restaurada completamente la capilla, el retablo volvió a su lugar original.
La falta de cuidados y las condiciones de la capilla durante muchos años produjeron una importante degradación del retablo. Las tablas de la predela desaparecieron en el siglo XIX y no se recuperaron hasta el año 1964.
Justo antes de la Guerra Civil comenzó su restauración en las dependencias de la Junta de Museos y cuando se trasladaron las obras de arte del Museo de Arte de Cataluña a Olot para protegerlas de la guerra, el retablo siguió siendo restaurado en la casa Solà Morales. Se le fijó la capa pictórica y se disimularon las zonas estucadas utilizando tintas neutras en base de acuarela. Manuel Grau i Mas y Domènec Xarrié i Mirambell fueron quienes realizaron la restauración. Pasada la guerra civil el retablo volvió a instalarse en su lugar de origen en la capilla de Santa Ágata.
En 1973 se restauraron las puertas y se instalaron en su lugar junto con la predela recuperada en 1964. En 1993 se procedió a acabar la restauración de las tabas del retablo que se había iniciado en Olot.

## Descripción
En total consta de ocho tablas con escenas de la vida de Jesús y María que representan las escenas de los siete gozos de María además de un Calvario como coronamiento central, una ubicación propia de los retablos de Huguet. Las ocho tablas se ordenan en tres calles más una predela y dos puertas, a ambos lados de la predela. Las dos tablas de la calle central son mucho más grandes, mientras que en las calles laterales hay tres tablas de menor altura.
Las escenas de la calle central son la Epifanía en la parte baja, ocupando de hecho el centro del retablo, y encima un Calvario que sobresale de las otras tablas del piso superior. El resto de tablas representan los siete gozos de María y mantienen un hilo cronológico que se lee por pisos, de izquierda a derecha y de arriba abajo: la Anunciación, el Nacimiento de Jesús, la Resurrección, la Epifanía, la Ascensión, Pentecostés y la Dormición de María, como paso previo a la Asunción de María.

### Tabla central

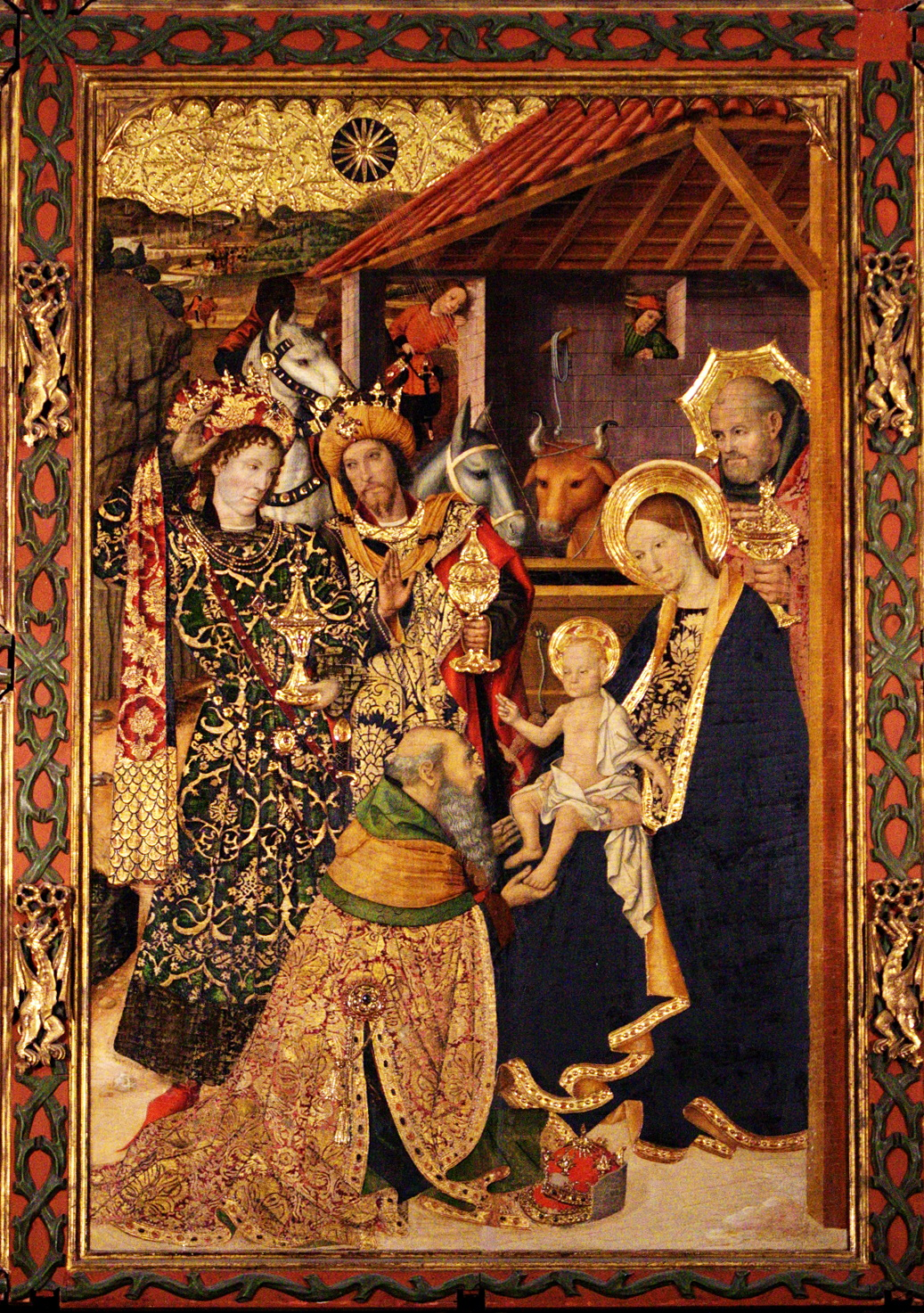
La Epifanía, tabla central que da nombre al retablo.

La tabla central representa la Epifanía, es decir, la Adoración de los Reyes Magos al niño Jesús; de ahí el apodo del retablo. La escena se desarrolla en un pesebre con un tejado con envigado de madera y tejas arábigas. Dentro, a la derecha del espectador, se halla en primer término la Virgen vistiendo túnica de terciopelo y un manto azul (color tradicional de la Virgen) bordado con una franja de oro en relieve. Lleva la cabeza cubierta con un delicado velo transparente y va peinada con raya en medio; la corona una aureola dorada en relieve. Sostiene con ambas manos al niño Jesús sentado encima de sus rodillas, cubierto solo por una pequeña pieza de tela blanca, una referencia a su sudario mortuorio, que justo le cubre la parte baja del cuerpo y el brazo izquierdo. El niño tiene una aureola y su mano derecha está en actitud de bendición.
Detrás de la figura de María, situado en una posición secundaria, se ve la imagen de san José representado como un anciano humilde, barbudo y calvo, llevando alrededor del cuello una capucha y con la aureola poligonal de los profetas en oro en relieve. San José sostiene con la mano derecha un copón de oro, ofrenda del rey más anciano al niño Jesús. Este rey, de barba blanca y calvo, permanece arrodillado ante la Virgen María y el recién nacido, cogiendo con la mano derecha tiernamente el pie de Jesús para besarlo en acto de humilde adoración. Este rey, identificado en la cultura como Melchor, va vestido con un amplio manto de terciopelo bordado y le cuelga por la espalda una capucha. Su corona está en el suelo. Detrás de él, en segundo término, están de pie los otros dos reyes ricamente vestidos y sosteniendo con la mano izquierda un copón dorado con las ofrendas. El de la izquierda, de quien se ha especulado que sea un autorretrato de Huguet, viste capa larga de terciopelo bordado ceñida a la cintura y un turbante y corona que está a punto de quitar. Es un personaje joven con el cabello rizado. A su lado, el otro rey viste un amplio manto de terciopelo bordado y también lleva turbante y corona. En un tercer plano, bajo el soportal, se ven el buey y la mula del Nacimiento. Un modillón de madera clavado en el muro del establo sostiene una cuerda enrollada. Un poco detrás aparecen tres pajes, dos de ellos montados a caballo, fuera del portal y un tercero del cual solo se ve medio cuerpo asomando desde una ventana del pesebre.
En el fondo se ve un paisaje con una llanura, un camino zigzagueante al lado de un lago que lleva a una ciudad amurallada con un castillo en la cima de un pequeño montículo; una composición que recuerda la de La Natividad de Robert Campin de 1425 y que constituye sin duda un reflejo de la influencia flamenca, aunque con el cielo dorado, una característica propia de la pintura de Huguet. En el medio de este cielo, en relieve con un tema de hojas de roble está representada la estrella de Oriente que guía a los reyes dentro de un disco azul desde donde emanan una serie de rayos en oro que van hacia el niño Jesús.

### Tablas superiores

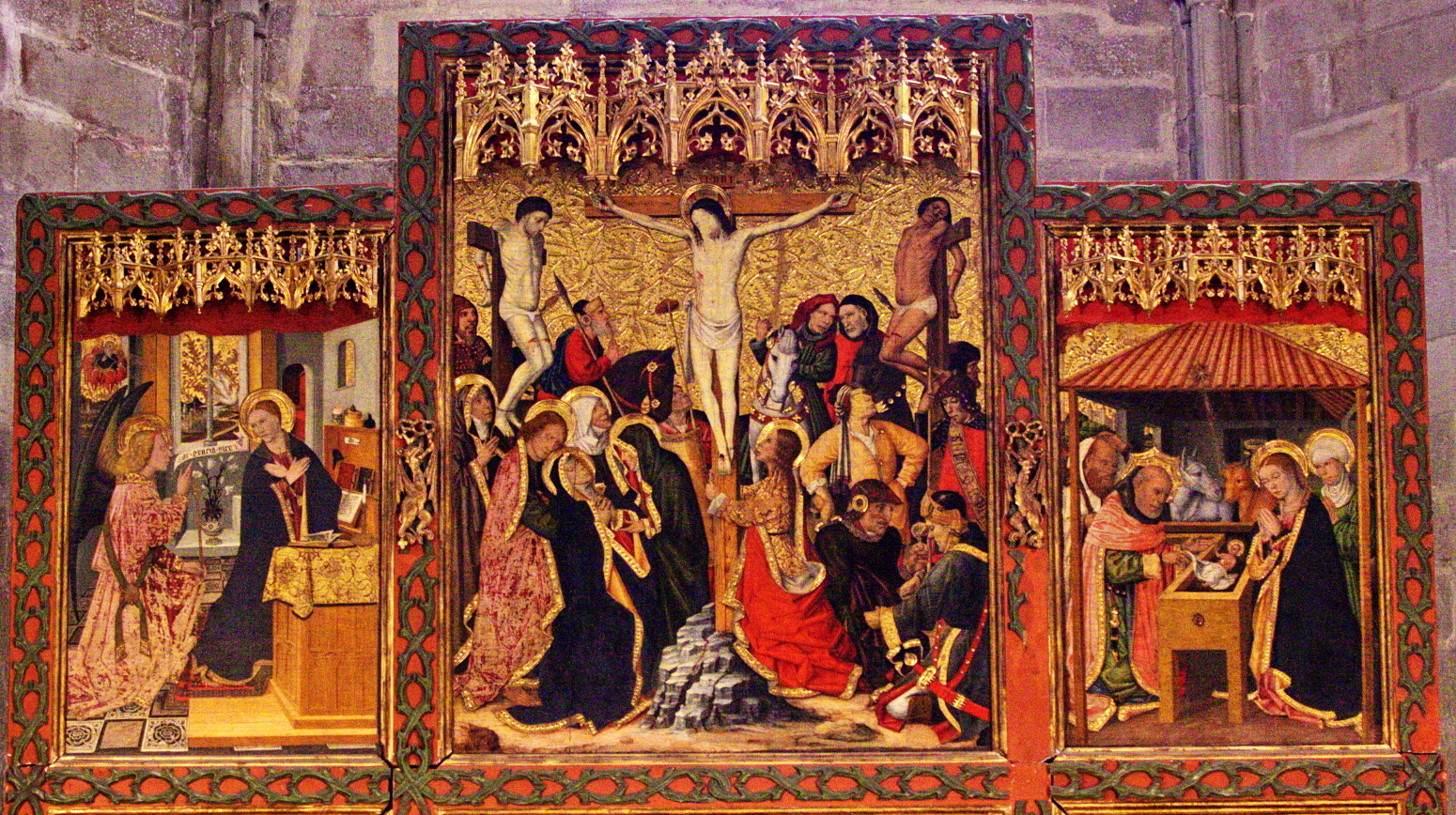
Piso superior con la Anunciación, la Crucifixión y la Natividad.

La tabla de la Anunciación a María, ubicada en el extremo superior izquierdo, es la primera tabla de la narración del retablo. La escena se desarrolla en el interior de una cámara abierta con un paisaje de fondo que se ve por una ventana geminada con columna cilíndrica central y con un repisa practicada en el muro. En la repisa hay un jarrón de cerámica que contiene un ramo de lirios blancos, símbolo de la virginidad de María. Como en el resto del retablo, el cielo que se ve es dorado y con los mismos relieves. Se observan unos cerros, un río que viene de lejos y una ciudad a su vera, también algunos árboles. En el interior, al lado de la amplia venta hay una puerta con arco de medio punto que da a la alcoba donde se ve parcialmente la cama de la Virgen María.
En el otro muro de la estancia se ve un mueble escritorio con un armario en la parte alta y un facistol a media altura con libros. Por encima del armario hay un bote de fayenza decorado con una tapa que parece de vidrio, rematada por una bola. A su lado se ven dos cajas cilíndricas, una encima de la otra, y encima de ellas un pequeño objeto como un frasco. Cuelga de la puerta del armario un estuche cónico, suspendido por cordones con borlas, que parece corresponder a un estuche de enseres de cirugía doméstica, como un tipo de neceser actual. El enlosado de la cámara es de baldosas de Manises pintadas en azul y blanco, lisas unas y las otras decoradas con un tipo de rosas. La Virgen aparece arrodillada en un reclinatorio y está leyendo un libro que hay sobre un mueble decorado con plafones arqueados. El tablero del mueble está cubierto con un paño de terciopelo o domara estampado con el tema florar con una alcachofa que era habitual en los tejidos suntuosos de la época. La posición de la cabeza de la Virgen es prácticamente igual que en la tabla central: medio inclinada hacia delante, cabellos con raya en medio, cubierta por una fina tela, si bien aquí expresa ingenuidad y sorpresa. Bajo el manto azul con borde dorado se puede ver la túnica de color púrpura que viste. Tiene las manos cruzadas encima del pecho y gira la cabeza para atender al ángel portador del mensaje. El ángel está con una rodilla en tierra delante de quien ha de ser la Madre de Dios. Viste túnica y un manto corto y una faja en forma de estola y, colgando del hombro izquierdo, porta un broche de orfebrería. Tiene la mano izquierda encima de la rodilla y con la derecha señala un pergamino que va de sus labios a la oreja de María, y en el cual están inscritas las palabras del mensajero «de Gratia Plena Dom...». En el extremo superior izquierdo hay un grupo de querubines haciendo corona en torno al busto del Padre Eterno, de la boca del cual surte un rayo luminoso como impulsando el vuelo de la paloma del Espíritu Santo que está sobre la cabeza de la Virgen.
La tabla de la Crucifixión está sobre la de la Adoración de los Reyes, dentro de la calle central. Joaquim Folch y Torres la definió como una «composición plena de movimiento dramático y constituye una de las más bellas figuraciones del drama el Calvario que ha salido de manos del artista». Aparecen los elementos típicos de la iconografía de este pasaje bíblico. En el centro está Cristo clavado en la cruz y, arrodillada a sus pies, María Magdalena. A la izquierda del espectador, en primer término, el grupo de las Santas Mujeres con San Juan Bautista que sostiene a la Virgen María, ayudado por una de ellas mientras las restantes adoran al crucificado. A la derecha, el grupo de soldados que se juegan a los dados la túnica de Cristo. A cada lado de Jesús, el buen ladrón y el mal ladrón, en la cruz. En un segundo término se encuentran el centurión Longinus sobre el caballo, sosteniendo la lanza con que ha herido el corazón de Jesús, y cerca de él el soldado con la caña con la esponja mojada con hiel y vinagre para los labios de Jesús. Detrás del buen ladrón se ve a un soldado y al otro lado dos hombres a caballo comentando con aire confidencial y misterioso la divinidad del condenado. Tras el mal ladrón hay un soldado con una lanza en la espalda. Huguet compuso esta escena compleja con un refinado sentido de equilibrio de masas y líneas. El ritmo dramático y en movimiento de toda la composición tiene una última repercusión en la expresión de los rostros, la cual toma un valor extraordinario en el grupo de las Santas Mujeres y en los dos caballeros confidentes en el segundo plano. La cruz está plantada en un saliente de la roca que se alza en primer plano. El fondo no tiene paisaje, es todo dorado con relevo con el tema de la hoja de roble y el águila estilizados.
La tabla de la Natividad está situada en la parte superior derecha del retablo. La escena se ubica dentro de un porticado similar al del tema principal, también con cubierta de madera y telas, sostenida por pilares de madera, con una construcción de obra al fondo. El niño Jesús reposa envuelto en el centro de un pesebre en forma de «L». María está arrodillada en actitud adorante a la derecha del niño, y detrás de ella está, arrodillada también, una santa con aureola, la presencia de la cual puede corresponder a la tradición iconográfica oriental que incluye a la «mujer sabia» como asistente de María en el tránsito del parto del hijo de Dios. Según Joaquim Folc y Torres, la cara de este personaje es la misma que la mujer que se lleva las manos al rostro en un gesto de estupor y piedad en la Lamentación sobre el Cuerpo de Cristo del Louvre.
San José aparece a la izquierda del niño, arrodillado, vistiendo una túnica con capucha y manto. Detrás de él, un pastor que lleva un báculo en la mano, se quita reverenciosamente la capucha en presencia del infante divino. Detrás del pesebre sacan la cabeza el buey y la mula. En el fondo, por una puerta y por el lado del soportal, se observa un poco de paisaje con cerros arbolados y un castillo. Por encima de los tejados del porche hay una estrella irradiando hacia el bebé, similar al de la tabla central de la Epifanía.

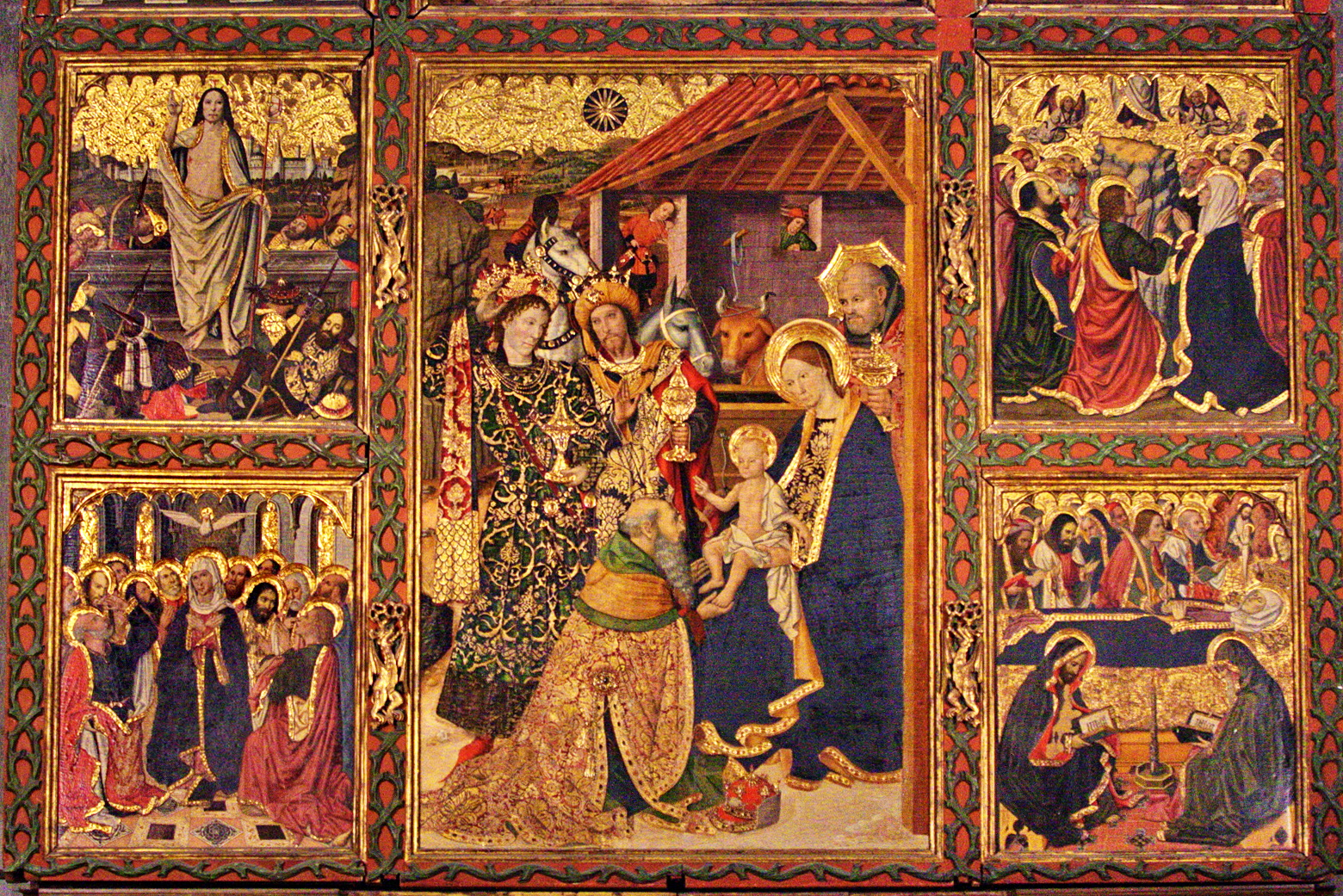
Cuerpo central con la Resurrección y Pentecostés a la izquierda de la tabla central y la Ascensión y la Dormición de María a la derecha.

### Tablas laterales
Las cuatro tablas que envuelven a ambos lados la tabla central que da nombre al retablo son: la Resurrección y Pentecostés a la izquierda de la tabla central, y la Ascensión y la Dormición de María a la derecha.
La tabla de la Resurrección es la escena central de la calle izquierda, bajo la Anunciación. Como una franja horizontal en el centro de la escena se ve el Santo Sepulcro en forma de sarcófago de estilo gótico, con una decoración muy trabajada y molduras con tracería. Justo delante se alza la figura de Cristo, gentil y serena; se presenta desnuda y envuelta con un amplio manto blanco orlado y muestra sus heridas en manos y pies y en el costado derecho. En la cabeza porta una aureola crucífera, tiene levantada la mano derecha en actitud de bendición y a la izquierda porta un estandarte con una cruz roja sobre fondo blanco, símbolo de la Santa Cruz y de la Resurrección.
A los pies del resucitado yacen en un sueño pesado los soldados barbudos que hacían guardia en el Santo Sepulcro. Huguet presenta una colección de fisionomías humanas, mostrando los hombres de armas en actitud denigrante con lanzas, albardas, cascos y escudos rodando por tierra, mientras que ellos duermen profundamente y el milagro se produce delante de ellos.
En el fondo se perfilan la murallas y bastiones de una ciudad que se enfila en unos cerros arbolados por la parte izquierda. Por delante de la muralla se asoman campos de cultivo. La parte superior de la muralla es un cielo dorado con el grabado floral del resto de tablas.
La tabla de Pentecostés ocupa el compartimento inferior de la calle izquierda. El interior del cenáculo está configurado como el ábside de una iglesia gótica, con un muro semicircular de fondo que alterna las arcadas de las arquivoltas con las ventanas, en cuyo vacío se halla el oro en relieve que representa el cielo exterior que se ve por las ventanas. El suelo de la cámara es de finas baldosas de Manises con temas rosáceos y franjas con hojas similar al de la tabla de la Anunciación. María está en medio de la composición, sentada como los apóstoles que la envuelven, y va vestida con un manto azul igual que en las otras escenas y que la cubre desde los hombros hasta los pies, y en la cabeza lleva un velo transparente y la aureola. Encima de ella planea con las alas abiertas la paloma del Espíritu Santo que lleva una pequeña aureola crucífera. Los doce apóstoles (san Juan y san Pedro en primer término) envuelven a María, unos tienen la cabeza en sentido de devoción y otros tienen los ojos en alto. Los rostros se repiten con los de la tabla de la Ascensión.
La tabla de la Ascensión de Jesús es la escena central de la calle derecha. Las imágenes de los doce apóstoles se agrupan alrededor de una gran peña sobre la cual aparecen marcadas las huellas de Cristo. Están arrodillados y solo los del primer plano se ven enteros, del resto solo son visibles sus aureolas. Las expresiones y fisonomías son tan precisas que han permitido identificar otras obras del artista donde también aparecen. María, en esta tabla, aparece representada entre los apóstoles en la parte derecha en primer término, entre San Pedro y San Juan. Por encima de la roca central se ven los pies y la parte baja de la túnica de Jesús que ya se ha elevado hacia el cielo envuelto de dos figuras de ángel sosteniendo filacterias con inscripciones. Las puntas de unos cerros arbolados surgen a ambos lados por encima de las aureolas de los apóstoles que se confunden con el oro del fondo en relieve de la tabla.

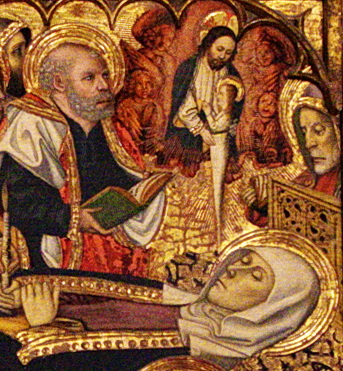
El alma de María se eleva hacia Jesús en el centro de la mirada de San Pedro y San Juan.

La tabla de la Dormición de Maria, la última cronológicamente, ocupa el compartimento inferior derecho del cuerpo central del retablo. María permanece en una cama dorada con unos dibujos que simulan un brocado con el tema del cardo; con la cabecera de la cama ornada de tallas de tracería. En primer término, por delante de la cama, hay dos apóstoles con la cabeza cubierta por un manto, rogando sobre sendos libros las plegarias de agonía, con un candelabro con un cirio encendido entre los dos. En el otro lado de la cama está el grueso de los apóstoles, nueve en el lado y uno detrás del cabecero. San Pedro, más cerca de María, lee en un libro las oraciones de la buena muerte, mientras San Juan ayuda a María, con la mano izquierda, a sostener con su mano un cirio mientras porta con la derecha una palma. Los gestos y expresiones de piedad están admirablemente representados por el artista en estas figuras. Bordeando el cabezal, Cristo aparece entre querubines para recoger el ánima de su madre muerta, representada como una pequeña mujer con el cuerpo que sale de la cabeza de la difunta y sube hacia el cielo.

### Predela y puertas

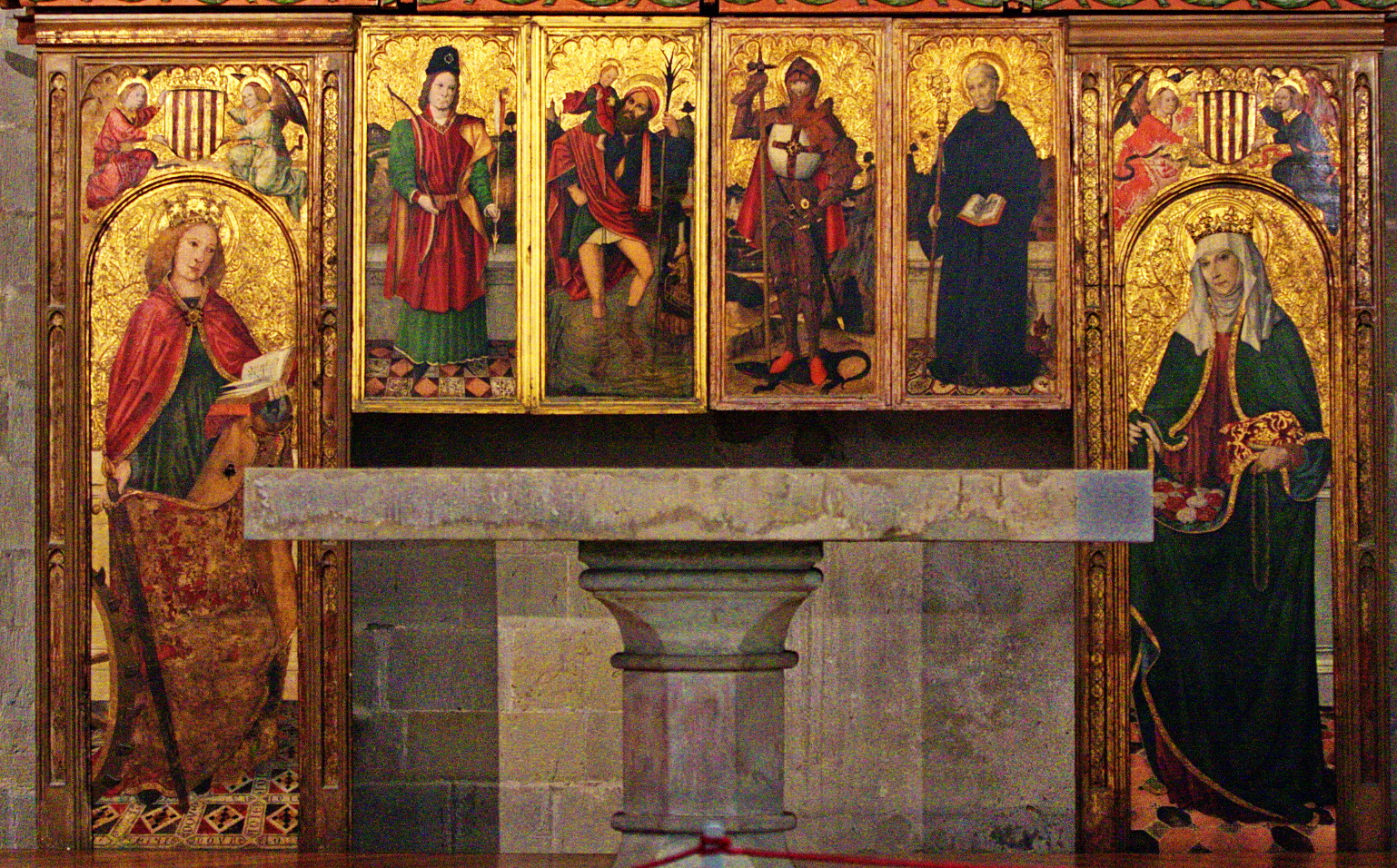
Predela y puertas del retablo.

Las puertas representan a Catalina de Alejandría a la izquierda y a santa Isabel de Portugal a la derecha, dos santas relacionadas con la realeza y que aparecen representadas frecuentemente en la Edad Media. El encuadre y el arco de las puertas están decoradas y policromadas con las armas de Aragón encima, sostenidas por dos ángeles.
Santa Catalina de Alejandría aparece representada con sus atributos habituales: corona (como las vírgenes ilustres), un libro (símbolo de sabiduría), espada y rueda dentada (los instrumentos de su martirio). El suelo está enladrillado, aportando perspectiva a la escena, y en la puerta está escrito Paine pour Joie, el lema del Condestable, que se encuentra en algunas esculturas de la época del Palacio Real Mayor.
La imagen de Santa Isabel de Portugal (1271 - 1336) representa un homenaje al origen portugués del Condestable. Había sido reina consorte de Portugal por el matrimonio con Dionisio I y por esta condición la imagen porta corona. En la mano sostiene un rosario y rosas en la falda del vestido, un signo hagiográfico sobre el milagro de la conversión de monedas en rosas cuando iba a repartir limosna entre los pobres y la descubrió el rey, quien se lo había prohibido.
En la predela aparecen, de izquierda a derecha: San Sebastián, San Cristóbal, San Jorge y San Benito de Nursia. La imagen de San Sebastián presenta sus atributos del arco y las flechas, símbolos de su martirio. Esta fórmula de representación es anterior a la que se popularizó en el arte a partir del siglo XV, y que presenta a San Sebastián atado a un tronco y con múltiples saetas clavadas en el cuerpo. La imagen de San Cristóbal responde a una hagiografía clásica: niño sobre los hombros, apoyado en un bastón acabado en una palma atravesando el agua mientras es guiado desde la orilla por un monje con una farola. San Jorge se representa también con los atributos clásicos con la particularidad de que el dragón no es atravesado por la lanza sino que lo pisa el santo. El extremo superior de la lanza está en estuco dorado en relieve como también lo están las joyas que luce en el pecho y en el mango de la espada, una característica del estilo de Huguet. Por último, San Benito porta su báculo de abad, el hábito negro de la orden y un libro en la mano que representa el libro de la su regla. Todas las figuras se enmarcan en paisajes similares con un esbozo de montaña al final con algún árbol y el cielo dorado. San Sebastián y San Benito están en una terraza enladrillada que produce cierto efecto de perspectiva, mientras que los otros dos santos están ubicados en un entorno adecuado con su hagiografía.

## Datos técnicos
Las tablas son de madera de álamo hechas con tablones verticales encolados entre sí y montados sobre una parrilla de travesaños de refuerzo. Los tablones están clavados en los travesaños desde delante con clavos de hierro que, al oxidarse, estropearon la capa pictórica. La capa de preparación está formada por una tela de lino cubierta de tiza y carbonato de calcio de un grueso de 60 micras. La capa pictórica está formada con pigmentos colorantes aglutinados con cola animal en lugar de temple de huevo como habitualmente se hacía en la época. Están encuadrados en una estructura con molduras de fondo rojo y tracería de madera. En cada tramo de los montantes centrales hay unas pequeñas tallas con dragones dorados. Las tres tablas superiores están protegidas por un guardapolvos hecho de talla de madera dorada en tracería.

## Influencia en la pintura contemporánea
La tabla central de la Epifanía fue una clara inspiración para la tabla homónima dentro del retablo de la Coronación de la colegiata de Calatayud, de Tomás Giner. Esta obra que actualmente se encuentra en el museo de arte sacro de la misma ciudad, muestra una composición y posición de los personajes igual que en la obra de Huguet, salvo los pajes, que no están representados.
A pesar de la preeminencia de la tabla que da nombre al retablo, el relato mariano de los siete gozos sirvió de inspiración a otras obras como el retablo de la iglesia navarra de San Miguel de Barillas de 1470, con una fuerte coincidencia en la escena de la Anunciación y una cierta similitud en el Nacimiento y en la Epifanía.